# جورج جي. لوندبيرغ
جورج جي. لوندبيرغ (بالإنجليزية: George G. Lundberg)‏ هو ضابط أمريكي، ولد في 19 أكتوبر 1892، وتوفي في 1981.